# هاني السعدي (ممثل)
هاني السعدي (13 يوليو 1948 - 3 نوفمبر 2012)، ممثل ومنتج سعودي، اشتهر بشخصية بابا فرحان.

## حياته
ولد في مدينة عمان في الأردن وذلك بسبب عمل والده هناك، اشتهر في شخصية بابا فرحان على قناة السعودية والذي عرض لمدة طويلة، حتى جاء قرار الوزير بوقف هذه الأعمال من أجل التطوير والتغيير. وقدم عدة أعمال سبقت «بابا فرحان» ومنها فوازير رمضان، وكلمة عتاب، ومسرح العيد، وشخصية بابا فرحان التي أحبها الكبار قبل الصغار، عمل في الخطوط السعودية وتدرج في وظائف متعددة أخرها مدير للأنشطة الثقافية وأخرج من خلالها أوبريت خمسين سنة للخطوط.

### حياته الأسرية
متزوج وله من الأبناء سهى، ماجد، مازن، سلطان.

## بدايته
حاز على الموافقة ليكون ممثلًا في الإذاعة في 28 أكتوبر 1965، فشارك بالعديد من البرامج والمسلسلات الاجتماعية، وما إن بدأ بث التلفزيون السعودي حتى وجد ضالته فيه، فاتجه للتمثيل وشارك في عدد من المسلسلات التلفزيونية بالأبيض والأسود، ولعل من أهمها «رياح العاصفة»، و«نافذة على الحياة» التي أخرجها طارق ريري و«قيس وضياء» من إخراج رشيد أسعد و«مشاكل وحلول»، و«ركب النبوة» من إخراج عبد العزيز الفارس.
وفي عام 1972 عاد ليعمل في الإذاعة السعودية إلى جانب عمله في التلفزيون السعودي، ثم نال الترقية إلى الدرجة الأولى بعام 1976، ومنها انتقل إلى عالم الإنتاج والإخراج. 
افتتح أول أعمال التلفزيون السعودي الملونة بإنتاج وبطولة سهرة تلفزيونية باسم «نور العيون»، وعرضت هذه السهرة في 2 يونيو 1977، وكانت من الجودة بحيث دفع ذلك مدير عام التلفزيون إلى تقديم خطاب شكر للفنان على إنجازه. وبعدها توالت أعمال إنتاجا وإخراجا، حيث بدأ في العام نفسه بإنتاج فوازير رمضان التي كانت تستقطب عشرات الآلاف من الأطفال في الشهر الكريم، وقدم هذه الفوازير في الأعوام 1978، 1980، 1981، وبذلك يكون أول منتج خاص لهذه الفوازير، حيث كانت تنتج من قبل بواسطة محطة تلفزيون المدينة المنورة.

## بابا فرحان

هاني السعدي في شخصية بابا فرحان

في عام 1992 ابتكر عائلة «بابا فرحان» بمشاركة رفيق دربه ومؤلف مسلسل بابا فرحان الفنان خالد الحربي وشارك في هذا المسلسل طوال سنوات عرضه على شاشة قناة السعودية ما يقارب 300 ممثل بعضهم ارتقى إلى مستوى النجومية، وقد استثمرهذه الشخصية المحبوبة، فقدم عدة مسرحيات لعبت شخصيات مسلسل عائلة «بابا فرحان» أدوارا فيها، وجاب بها عددا من المدن السعودية حيث ركز في هذه المسرحيات على الرسالة التربوية، والوطنية التي أراد إيصالها لأطفال المملكة من حيث الشعور بالانتماء الوطني، ودفعهم إلى التفاعل مع شخصية طفولية عربية، تحل محل الشخصيات الغربية التي تغزو عقول الأطفال العرب واستمر بها حتى وفاته.

## وفاته
توفي في مدينة جدة أثر تعرضه لسكتة قلبية مفاجئة وهو يمارس رياضة المشي قرب منزله في حي الزهراء.